# Sécurité sociale en Suède
La Sécurité sociale en Suède comprend l'assurance santé, l'assurance chômage, les prestations en cas d'accidents du travail et de maladies professionnelles, les pensions de vieillesse et de survivant, les prestations d'invalidité, les prestations familiales et l'assurance parentale. Le système est sous la tutelle du ministère de la Santé et des Affaires sociales.

## Histoire
Le système d'assurance vieillesse est mis en place en Suède en 1913.